# 龍仁輕量電鐵
龍仁輕量電鐵（：／ Yongin Gyeongnyang jeoncheol */?）是韩国的一个股份有限公司，為NH農協金融控股的子公司，负责營運首都圈電鐵的龙仁轻电铁。

## 历史
- 1997年4月 - 民間投資項目確定[2]。
- 2005年5月 - 實施計劃申請批准。
- 2013年3月8日 - 正式成立。

## 保有車輛
- 龍仁輕量電鐵Y100系電車